# Lamprosema scitalis
Lamprosema scitalis là một loài bướm đêm trong họ Crambidae.